# Barkarby-Skälby
Barkarby-Skälby är den sydligaste kommundelen i Järfälla kommun, Stockholms län med cirka 12 000 invånare (2011). Kommundelen ingår, liksom övrig tätbebyggelse inom kommunen, i tätorten Stockholm.
Delområden i kommundelen är:
- Barkarby
- Barkarby handelsplats
- Barkarbystaden
- Barkarby (pendeltågsstation)
- Kyrkbyn (tidigare Järfälla gård) inklusive Gästgivargården (på senare år under namnet Wärdshuset Lasse-Maja), Tingshuset och Barkarby torg
- Skälby med Neptuni, Orgona- och Aniaraområdet
- Veddesta